# Fenomeno di Sanarelli-Shwartzman
Il fenomeno di Sanarelli-Shwartzman è un modello patogenetico per lo studio della coagulazione intravasale disseminata. Si distinguono due tipi di reazione di Sanarelli-Shwartzman: sistemica e locale.

## Reazione sistemica di Sanarelli-Shwartzman
Consiste in una reazione generalizzata che fa seguito alla infusione endovenosa con microrganismi Gram-negativi in due dosi a distanza di 24 ore una dall'altra nel coniglio.
Il risultato è una sindrome emorragica importante con stato di shock e anuria che porta a morte. All'esame autoptico si rileva la deposizione di fibrina al livello polmonare, epatico, splenico e a livello dei glomeruli renali. Il quadro classico, data l'ostruzione dei tubuli renali è la necrosi bilaterale della corteccia renale.
La reazione può essere condotta in laboratorio utilizzando anche altre sostanze, quali a titolo d'esempio, il lipopolisaccaride (LPS), sostanzialmente una endotossina, oppure il fattore di necrosi tumorale (TNF - Tumor necrosis factor)

## Reazione locale di Sanarelli-Shwartzman
Consiste in una reazione locale che in genere fa seguito alla inoculazione per via intradermica delle medesime sostanze sopracitate (endotossine, LPS, TNF ecc.) e successivamente, a distanza di 24 ore, una seconda dose della medesima sostanza per via endovenosa. Il risultato è una zona di necrosi emorragica a livello cutaneo in corrispondenza della sede ove è stata effettuata la prima iniezione intradermica.

## Utilizzi
La reazione locale è molto utilizzata nei lavori sperimentali medici su modelli animali (ad esempio i conigli oppure i topi) al fine di determinare la reazione infiammatoria e necrotica e verificare se determinati composti oggetto di studio sono in grado di inibire ('spegnere') la reazione, mostrando così une attività di tipo antinfiammatorio.
| Controllo di autorità | Thesaurus BNCF 42265 |